# Chica Schaller

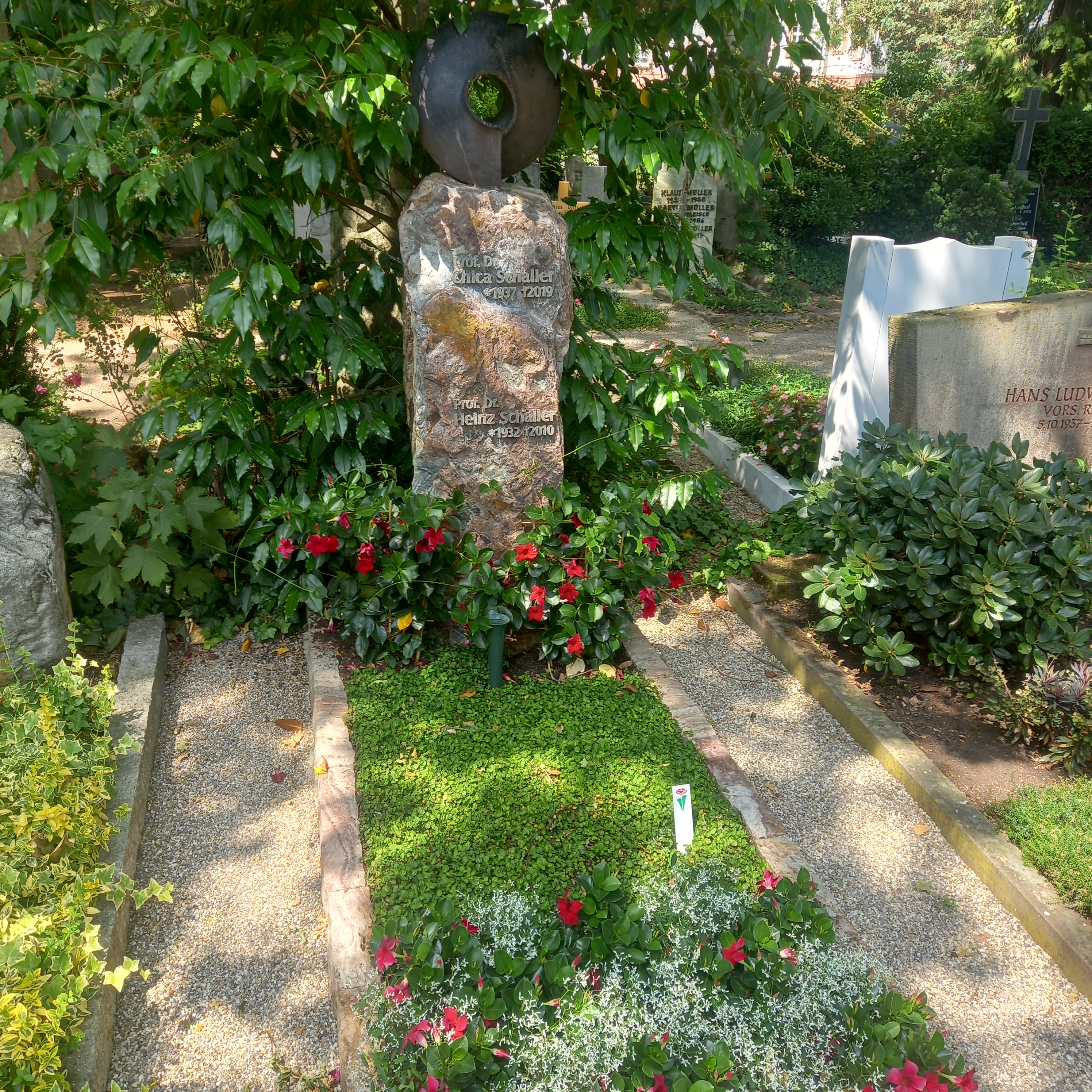
Das Grab von Chica Schaller und ihrem Ehemann Heinz auf dem Neuenheimer Friedhof in Heidelberg

Hildegard „Chica“ Schaller (* 23. Mai 1937 in Alzey; † 27. Oktober 2019 in Heidelberg) war eine deutsche Neurobiologin und Mitbegründerin der Chica und Heinz Schaller Stiftung.

## Leben
Chica Schaller studierte zunächst Sprachwissenschaften. Es folgte ein Studium der Biologie an der Universität Tübingen, das sie mit der Promotion abschloss. Anschließend war sie am Europäischen Laboratorium für Molekularbiologie (EMBL), am Max-Planck-Institut für Medizinische Forschung und am Zentrum für Molekulare Biologie (ZMBH) der Universität Heidelberg tätig. 1991 wurde Schaller Direktorin des Instituts für Entwicklungsneurobiologie am Zentrum für Molekulare Neurobiologie Hamburg (ZMNH) der Universität Hamburg. 2004 erfolgte ihre Emeritierung.
Gemeinsam mit ihrem Ehemann Heinz Schaller gründete sie im Jahr 2000 die Chica und Heinz Schaller Stiftung die innovative biomedizinische Forschung, insbesondere auf dem Gebiet der Infektiologie und Neurobiologie fördert. Jährlich wird auch ein „Chica und Heinz Schaller Förderpreis“ vergeben, der mit 100.000 Euro dotiert ist. Schaller engagierte sich bis an ihr Lebensende besonders in der Förderung junger Wissenschaftlerinnen.

## Schriften (Auswahl)
- Reflexionen: Gedichte. epubli, 2017, ISBN 978-3-7418-8743-7.
- Chica und Heinz Schaller – Leben und Wissenschaft. epubli, 2016, ISBN 978-3-7418-6662-3.
- mit J. Urny und I. Hermans-Borgmeyer: Cell-surface expression of a new splice variant of the mouse signal peptide peptidase. In: Biochimica Et Biophysica Acta. 1759, 2006, S. 159–165.
- mit S. A. H. Hoffmeister-Ullerich und U. Süsens: The orphan G-protein-coupled receptor GPR19 is expressed predominantly in neuronal cells during mouse embryogenesis. In: Cell and Tissue Research. Band 318, 2004, S. 459–463.
- mit K. Boels und I. Hermans-Borgmeyer: Identification of a mouse orthologue of the G-protein-coupled receptor SALPR and its expression in adult mouse brain and during development. In: Brain Research. Developmental Brain Research. Band 152, 2004, S. 265–268.
- A. Ignatov, I. Hermans-Borgmeyer, H. C. Schaller: Cloning and characterization of a novel G-protein-coupled receptor with homology to galanin receptors. In: Neuropharmacology. Band 46, 2004, S. 1114–1120.
- mit K. Boels: Identification and characterisation of GPR100 as a novel human G-protein-coupled bradykinin receptor. In: British Journal of Pharmacology. Band 140, 2003, S. 932–938.
- mit T. Wittenberger und S. Hellebrand: An expressed sequence tag (EST) data mining strategy succeeding in the discovery of new G-protein coupled receptors. In: Journal of Molecular Biology. Band 307, 2001, S. 799–813.
- H. C. Schaller, I. Hermans-Borgmeyer, S. A. Hoffmeister: Neuronal control of development in hydra. In: The International Journal of Developmental Biology. Band 40, 1996, S. 339–344.
- A neurohormone from hydra is also present in the rat brain. In: Journal of Neurochemistry. Band 25, 1975, S. 187–188.